# S60
S60 (раніше Series 60 User Interface) - програмна платформа для смартфонів, які працюють на Symbian. Вона була створена Nokia на інтерфейсі "Pearl" Symbian Ltd.. Представлена на COMDEX в листопаді 2001. Перший смартфон з S60 - Nokia 7650. З того часу платформа отримала 5 оновлених видань. Series 60 було перейменовано в S60 в листопаді 2005. 

Меню S60 3rd Edition (Feature Pack 1)

В 2008 було створено Symbian Foundation для об'єднання різних платформ Symbian, таких як S60, UIQ, MOAP та інших, роблячи їх ПЗ з відкритим кодом. В 2009 році, на базі коду S60, перший випуск платформи після створення Symbian Foundation називався S60 5th Edition, або Symbian^1, на базі Symbian OS 9.4. Наступні випуски називались Symbian^2 (тільки для японського ринку) та Symbian^3.
Платформа підтримувала розробку програм на Java MIDP, C++, Python та Adobe Flash. API для розробки називалось Avkon UI. S60 складається з набору бібліотек та стандартних програм, такі як телефонія, менеджери особистої інформації (Pesonal information manager, PIM) та відтворювачів мультимедіа на Helix. Система була призначена для смартфонів.
Найвидатнішою особливістю S60 була можливість встановлювати нові програми на пристрій. Однак, вбудовані програми рідко оновлювались виробником, окрім виправлення помилок. Нові функції зазвичай додаються на етапі розробки. Деякі кнопки стандартизовані, наприклад, клавіша меню, хрестовина або джойстик на 4 шляхи (вверх, вниз, вліво та вправо), програмні ліва та права клавіші та клавіша очищення.
S60 в основному використовувалася Nokia, але також її використовували інші виробники з ліцензією, такі як Lenovo, LG Electronics, Panasonic, Samsung, Sendo, Siemens Mobile, Sony Ericsson, Solstice та Vertu. Sony Ericsson був основним виробником, який використовував конкуруючий інтерфейс UIQ.
Окрім виробників, до спільноти входять:
- Компанії з інтеграції ПЗ: Sasken, Elektrobit, Teleca, Digia, Mobica, Atelier.tm
- Компанії виробництва напівпровідників: Texas Instruments, STMicroelectronics, Broadcom, Sony, Freescale Semiconductor, Samsung Electronics
- Оператори мобільного зв'язку, такі як Vodafone та Orange, які створюють програми та сервіси для смартфонів на цій платформі
- Розробники ПЗ та незалежні постачальники ПЗ

## Випуски
Існує чотири окремих випуски S60: "Series 60" (2001), "Series 60 Second Edition" (2002), "S60 3rd Edition" (2005), та "S60 5th Edition" (2008). Кожен випуск мав оновлену версію під назвою Feature Pack, та всі вони працювали на різних версіях Symbian.

### Series 60 1st Edition
- Роздільна здатність екранів була зафіксована на рівні 176x208. При тому, Siemens SX1 мав 176x220.
- Версія 0.9 вперше постачалася з Nokia 7650.
- Версія 1.2 (продавалась як Feature Pack 1) вперше постачалась з Nokia 3600/3650 в 2003.

### Series 60 2nd Edition
Також відома як S60v2.
- Версія 2 була початковою та вперше постачалась з Nokia 6600.
- Версія 2.1 (Feature Pack 1) вперше постачалась з Nokia 6620.
- Версія 2.6 (Feature Pack 2) вперше постачалась з Nokia 6630.
- Версія 2.8 (Feature Pack 3) вперше постачалась з Nokia N70 в вересні 2005. Починаючи з Feature Pack 3, є підтримка кількох розширень екрану, базова роздільність (176x208) та подвійна (352x416). Nokia N90 був першим пристроєм на Series 60, який підтримував більше розширення.

### S60 3rd Edition
S60v3 використовує захищену версію Symbian OS (v9.1), яка має обов'язкове підписування коду. В цій версії, користувач має можливість встановлювати лише ті програми, які мають сертифікат від зареєстрованого розробника, якщо користувач не вимкне цю функцію або не змінить ПЗ смартфону через сторонні утиліти, які обходять обмеження обов'язкового підпису. Це робить програми, написані для S60 1st Edition або 2nd Edition несумісними з S60v3.
- Версія 3 була вперше представлена з Nokia N91 в 2005
- Версія 3.1 (Feature Pack 1) вперше постачалась з Nokia N95
- Версія 3.2 (Feature Pack 2) вперше постачалась з Nokia N78

В 2006 році була запущена програма для розробників з логотипом "Designed for S60 Devices" (Зроблено для пристроїв на S60). Логотип можна використовувати з відповідними програмами, незалежно від того, чи є вони рідними для Symbian чи Java.

### S60 5th Edition
В жовтні 2008 Symbian^1, або ж S60v5 була запущена як перша операційна система Symbian Foundation, на основі коду S60 (звідси й пішла назва). Nokia пропустила цифру 4 (через тетрафобію східноазійських країн). Випуск працює на Symbian OS v9.4. Головною особливістю є підтримка високого розширення 640x360 для сенсорних екранів. Перед 5th Edition, всі пристрої на S60 мали інтерфейс для кнопкових телефонів. Цей випуск також має інтегровані API C/C++ та включає в себе Adobe Flash 3.0 з ActionScript (спеціально для S60), який дає можливість розробникам отримати доступ до таких функцій як контакти, текстові повідомлення, датчики та інформацію про місцезнаходження. Попри презентацію S60 5th Edition, 3rd Edition далі продавалась як нова, оскільки 5th Edition був зроблений та ексклюзивно доступний на пристроях з сенсорними екранами.
- Версія 5 була вперше представлена з Nokia 5800 XpressMusic в 2008

S60 5th Edition був останнім випуском S60. Його наступниками стали Symbian^2 (на основі MOAP) та Symbian^3 в 2010.

## Версії та підтримувані пристрої
Багато пристроїв можуть запустити S60, від перших моделей як Nokia 7650 на S60 v0.9 (Symbian OS v6.1) до нового Samsung i8910 Omnia HD на S60 v5.0 (Symbian OS v9.4). Версія платформи в Symbian^3 - v5.2. В таблиці наведено список пристроїв з кожною версією S60, а також версією Symbian OS, на якій вона базується. Зауважте, що нові пристрої починаючи з Symbian^3 можуть мати можливість оновлення до новіших систем, такі як Symbian Anna та Symbian Belle. Тому ви можете побачити один пристрій кілька разів в списку.
| Ім'я продукту                               | Версія S60 | Версія Symbian OS | Пристрої |
| ------------------------------------------- | ---------- | ----------------- | --- |
| S60 1st Edition                             | 0.9        | 6.1               | - Nokia 7650 |
| S60 1st Edition, Feature Pack 1             | 1.2        | 6.1               | - Nokia 3600 - Nokia 3620 - Nokia 3650 - Nokia N-Gage - Nokia N-Gage QD - Sendo X - Sendo X2 - Siemens SX1 - Samsung SGH-D700 (скасовано) - Samsung SGH-D710 (скасовано) |
| S60 2nd Edition                             | 2.0        | 7.0s              | - Nokia 6600 - Panasonic X700 - Panasonic X800 - Samsung SGH-D720 - Samsung SGH-D728 - Samsung SGH-D730 - Samsung SGH-Z600 (скасовано) |
| S60 2nd Edition, Feature Pack 1             | 2.1        | 7.0s              | - Nokia 3230 - Nokia 6260 - Nokia 6620 - Nokia 6670 - Nokia 7610 |
| S60 2nd Edition, Feature Pack 2             | 2.6        | 8.0a              | - Lenovo P930 - Nokia 6630 - Nokia 6680 - Nokia 6681 - Nokia 6682 |
| S60 2nd Edition, Feature Pack 3             | 2.8        | 8.1a              | - Nokia N70 - Nokia N72 - Nokia N90 |
| S60 3rd Edition                             | 3.0        | 9.1               | - Nokia 3250 - Nokia 5500 Sport - Nokia E50 - Nokia E60 - Nokia E61 - Nokia E61i - Nokia E62 - Nokia E65 - Nokia E70 - Nokia N71 - Nokia N73 - Nokia N75 - Nokia N77 - Nokia N80 - Nokia N91 - Nokia N91 8GB - Nokia N92 - Nokia N93 - Nokia N93i - Samsung SGH-i570 |
| S60 3rd Edition, Feature Pack 1             | 3.1        | 9.2               | - LG KS10 - LG KT610 - LG KT615 - Nokia 5700 XpressMusic - Nokia 6110 Navigator - Nokia 6120 classic - Nokia 6121 classic - Nokia 6124 classic - Nokia 6290 - Nokia E51 - Nokia E63 - Nokia E66 - Nokia E71 - Nokia E90 Communicator - Nokia N76 - Nokia N81 - Nokia N81 8GB - Nokia N82 - Nokia N95 - Nokia N95 8GB - Samsung SGH-i400 - Samsung SGH-i408 - Samsung SGH-i450 - Samsung SGH-i458 - Samsung SGH-i520 - Samsung SGH-i550 - Samsung SGH-i550w - Samsung SGH-i560 - Samsung SGH-i568 |
| S60 3rd Edition, Feature Pack 2             | 3.2        | 9.3               | - Nokia 5320 XpressMusic - Nokia 5630 XpressMusic - Nokia 5730 XpressMusic - Nokia 6210 Navigator - Nokia 6220 classic - Nokia 6650 fold - Nokia 6710 Navigator - Nokia 6720 classic - Nokia 6730 classic - Nokia 6700 slide - Nokia 6760 slide - Nokia 6788 - Nokia 6788i - Nokia 6790 slide - Nokia 6790 Surge - Nokia C5-00 - Nokia C5-00 5MP - Nokia C5-01 - Nokia E5-00 - Nokia E52 - Nokia E55 - Nokia E71x - Nokia E72 - Nokia E73 Mode - Nokia E75 - Nokia N78 - Nokia N79 - Nokia N85 - Nokia N86 8MP - Nokia N96 - Nokia X5-00 - Nokia X5-01 - Samsung GT-i8510 (INNOV8) - Samsung GT-i7110 - Samsung SGH-L870 - Vertu Constellation Quest |
| S60 5th Edition (або ж Symbian^1)           | 5.0        | 9.4               | - Nokia 5228 - Nokia 5230 - Nokia 5230 Nuron - Nokia 5233 - Nokia 5235 Ovi Music Unlimited - Nokia 5250 - Nokia 5530 XpressMusic - Nokia 5800 XpressMusic - Nokia 5800 Navigation Edition - Nokia C5-03 - Nokia C5-04 - Nokia C5-05 - Nokia C5-06 - Nokia C6-00 - Nokia N97 - Nokia N97 mini - Nokia X6-00 - Samsung i8910 Omnia HD - Sony Ericsson Satio - Sony Ericsson Vivaz - Sony Ericsson Vivaz Pro |
| Symbian^2                                   | невідомо   | невідомо          | - DoCoMo F-07B (Fujitsu) - DoCoMo F-08B (Fujitsu) - DoCoMo F-06B (Fujitsu) - DoCoMo SH-07B (Sharp) |
| Symbian^3                                   | 5.2        | 9.5               | - Nokia N8-00 (оригінальна прошивка) - Nokia E7-00 (оригінальна прошивка) - Nokia C7-00 (оригінальна прошивка) - Nokia C6-01 (оригінальна прошивка) - Nokia C7 Astound (оригінальна прошивка) |
| Symbian Anna                                | 5.2        | 9.5               | - Nokia E6-00 (оригінальна прошивка) - Nokia X7-00 (оригінальна прошивка) - Nokia Oro (оригінальна прошивка) - Nokia T7-00 (оригінальна прошивка) - Nokia 702T (оригінальна прошивка) - Nokia 500 (оригінальна прошивка) - Nokia 801T (оригінальна прошивка) - Nokia N8-00 (оновлена прошивка) - Nokia E7-00 (оновлена прошивка) - Nokia C7-00 (оновлена прошивка) - Nokia C6-01 (оновлена прошивка) - Nokia C7 Astound (остання прошивка) - Vertu Constellation T (оригінальна прошивка) |
| Nokia Belle (Перейменовано з Symbian Belle) | 5.3        | 101               | - Nokia 600 (скасовано) - Nokia 700 (оригінальна прошивка) - Nokia 701 (оригінальна прошивка) - Nokia 603 (оригінальна прошивка) - Nokia N8-00 (остання прошивка) - Nokia E7-00 (остання прошивка) - Nokia C7-00 (остання прошивка) - Nokia C6-01 (остання прошивка) - Nokia X7-00 (остання прошивка) - Nokia E6-00 (остання прошивка) - Nokia 500 (остання прошивка) - Nokia Oro (остання прошивка) - Vertu Constellation T (остання прошивка) |
| Nokia Belle, Feature Pack 1                 | 5.4        | 101               | - Nokia 808 PureView - Nokia 700 (оновлена прошивка) - Nokia 701 (оновлена прошивка) - Nokia 603 (оновлена прошивка) |
| Nokia Belle, Feature Pack 2                 | 5.5        | 101               | - Nokia 808 PureView (остання прошивка) - Nokia 700 (остання прошивка) - Nokia 701 (остання прошивка) - Nokia 603 (остання прошивка) |

Symbian перетворюється на проєкт з відкритим кодом. З самого початку Symbian OS не передбачала користувацького інтерфейсу, вони були реалізовані окремо. Прикладами користувацьких інтерфейсів Symbian були MOAP, S60, Series 80, Series 90 та UIQ. Цей проміжок між користувацьким інтерфейсом та системою створила як гнучкість, так і певну плутанину на ринку. Придбання Symbian компанією Nokia відбувалась за участю розробників інших інтерфейсів користувача, і всі відомі користувацькі інтерфейси були передані фонду відкритого ПЗ, який буде самостійно володіти Symbian OS. Новостворений Symbian Foundation оголосив про наміри об'єднати різні користувацькі інтерфейси Symbian в єдиний на основі платформи S60.

## Symbian Anna
12 квітня 2001, Nokia анонсувала Symbian Anna як нове оновлення для Symbian^3. Було анонсовано, що три нових пристрої (Nokia 500, Nokia X7 та Nokia E6) будуть мати передвстановлену Symbian Anna. Також оновлення доступне для інших пристроїв на Symbian^3. Найбільш значущі оновлення цієї версії:
- Книжкова QWERTY-клавіатура з розділеним введенням даних
- Новий набір піктограм
- Новий браузер з покращеним інтерфейсом, поле для вводу адресу з вбудованим пошуком, швидша навігація та завантаження сторінок
- Оновлені Ovi карти (пошук громадського транспорту, завантаження повних мап країн через WLAN або Nokia Ovi Suite)
- Java Runtime 2.2, Qt Mobility 1.1 та Qt 4.7.

## Symbian Belle
24 серпня 2011, Nokia анонсувала Symbian Belle (згодом перейменована в Nokia Belle) як оновлення до Symbian Anna. Три нових пристрої (Nokia 603, Nokia 700 та Nokia 701) мали передвстановлену Symbian Belle. Також оновлення доступно для пристроїв на Symbian Anna. Найбільш значущі оновлення цієї версії:
- Живі віджети з вільними формами та різними розмірами
- Більше домашніх екранів
- Покращено рядок стану
- Випадаюче меню
- Модернізована навігація
- Нові програми
- Інформативний екран блокування
- NFC пристрої
- Візуальна багатозадачність

## Symbian Carla та Donna
В листопаді 2011, Nokia анонсувала оновлення Carla та Donna. Очікувалось, що Carla вийде в наприкінці 2012 або на початку 2013 року, та буде мати новий браузер, нові віджети, нові можливості NFC та покращення аудіо Dolby Surround. Donna мала бути ексклюзивом для пристроїв з двома ядрами процесору, і її випуск був запланований наприкінці 2013 або на початку 2014. У травні 2012 керівник Nokia заявив, що Carla та Donna були скасовані, і Nokia випустить Belle Feature Pack 2 пізніше в 2012, в якому не буде багатьох функцій, які були заплановані для Carla та Donna.

## Спадщина
В лютому 2011, Nokia оголосила партнерство з Microsoft, для використання Windows Phone 7 як основну систему для її телефонів, ставлячи подальшу розробку Symbian під питання. Nokia пообіцяла підтримку Symbian та нових пристроїв як мінімум до 2016, але після Nokia 808 PureView нових пристроїв на Symbian випущено не буде. 29 квітня 2011, Nokia оголосила передачу Symbian до Accenture разом з 3000 робітниками.